# Littoral croate
Le littoral croate (en croate : Hrvatsko primorje), est le nom d'une région historique de Croatie intégrant principalement les zones côtières entre la Dalmatie au sud, la Croatie centrale au nord, l'Istrie et la baie de Kvarner à l'ouest.
La région connut de fréquents changements d'autorité depuis l'Antiquité classique, incluant l'Empire romain, les Ostrogoths, les Lombards, l'Empire byzantin, les royaumes francs et l'État croate médiéval, auquel un important héritage provient. La région et les territoires adjacents devinrent un point de contentieux entre les principales puissances européennes, incluant la république de Venise, le royaume de Hongrie, l'Empire ottoman et des Habsbourg, l'empire d'Autriche, l'Empire napoléonien, le royaume d'Italie et la Yougoslavie.

## Géographie
Le littoral croate est une région géographique de Croatie comprennant les zones côtières situées entre la Dalmatie au sud, la Croatie centrale au nord, l'Istrie et la baie de Kvarner à l'ouest. La région inclut une grande partie du comitat de Primorje-Gorski Kotar et le littoral de celui de Lika-Senj. L'île de Pag est parfois incluse dans la région, bien que régulièrement considérée comme une partie de la Dalmatie. Les îles de Cres, de Lošinj, de Krk et de Rab ainsi que plusieurs autres îles environnantes, sont considérées comme des parties de la région du littoral croate.

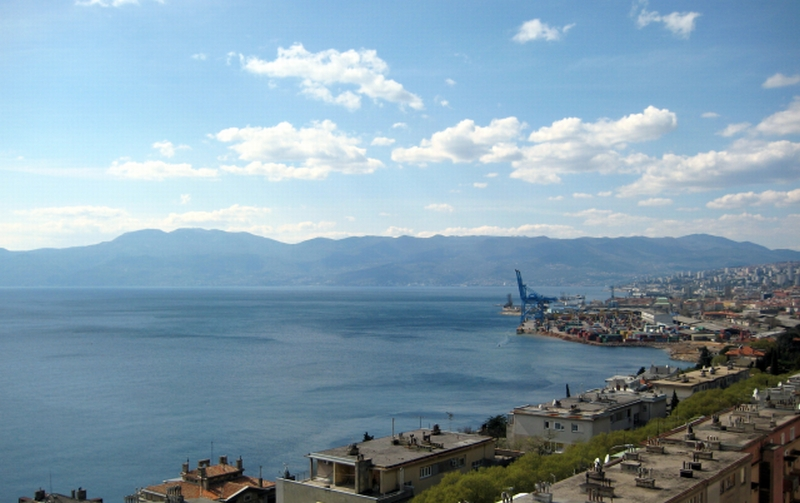
La baie de Kvarner, près de Rijeka.

Le littoral croate couvre une superficie de 2 830 km2 et possède une population de 228 725 habitants. Plus de la moitié de la population de la région vit à Rijeka, plus grand centre urbain de la région.
| Ville       | Comitat               | Population urbaine | Population municipale |
| ----------- | --------------------- | ------------------ | --------------------- |
| Rijeka      | Primorje-Gorski Kotar | 108,622            | 108,622               |
| Crikvenica  | Primorje-Gorski Kotar | 6,218              | 10,004                |
| Mali Lošinj | Primorje-Gorski Kotar | 5,577              | 7,565                 |
| Kostrena    | Primorje-Gorski Kotar | 4,438              | 4,438                 |
| Senj        | Lika-Senj             | 4,145              | 5,978                 |

### Topographie et géologie
Les contreforts des montagnes qui forment la frontière septentrionale de la région, ainsi que les îles de la baie de Kvarner, font partie des Alpes dinariques et sont reliés en ceinture de plissement-chevauchement, qui se développement continuellement depuis le Jurassique. Cette dernière fait partie de l'orogenèse alpine et s'étend vers le sud-est depuis les Alpes méridionales. Géomorphologiquement, la région se forme par la subduction de la plaque adriatique en unités structurelles, comprenant les Alpes dinariques. Ce processus forme plusieurs failles, dont l'une des plus importantes est la faille Ilirska Bistrica - Rijeka - Senj, qui fut la source de divers séismes ces dernières décennies. Les Alpes dinariques croates incluent les régions de Gorski Kotar et de la Lika dans l'arrière-pays immédiat du littoral croate, ainsi que de grandes parties de la Dalmatie. Son extrémité orientale se situe à 1 181 mètres dans les montagnes de Žumberak dans la Banovine, et ses reliefs extrême-occidentaux sont situés dans le plateau du Čicarija à 1 272 mètres, et dans les montagnes de l'Učka à 1 396 mètres, dans la région de l'Istrie.
Le karst représente près de la moitié de la superficie de la Croatie, et est principalement visible dans les Alpes dinariques et le littoral croate. Bien que la majorité de la terre de la région est constituée de roche carbonatée, le flysch est grandement présent sur la côte de la baie de Kvarner opposée à l'île de Krk. Le karst se développe de la plateforme adriatique carbonatée, où la karstification débute généralement après la première montée des Dinarides lors des époques de l'Oligocène et du Miocène, où la roche carbonatée était exposée aux effets atmosphériques tels la pluie ; elle s'étend de 120 mètres au-dessus du niveau de la mer, au cours du dernier maximum glaciaire. Il est présumé que certaines formations de karst sont liées aux plus faibles taux d'eau, notamment de la crise de salinité messinienne.
Les archipels de Cres, Lošinj, Krk et de Rab divisent la baie de Kvarner en quatre zones distinctes : la baie de Rijeka, de Kvarner, de Kvarnerić et le canal de Vinodol. Le groupe Cres - Lošinj comprend les îles inhabitées de Ilovik, Susak, Unije, Vele Srakane et de Male Srakane, ainsi qu'un plus petit nombre d'îles habitées. L'archipel de Zadar s'étend au sud-est du groupes Cres - Lošinj. Le groupe d'île Krk - Rab ne comprend que des îles inhabitées en complément de celles de Krk et de Rab, les plus grandes étant Plavnik, Sveti Grgur, Prvić et Goli Otok. Le groupe Krk - Rab est habituellement pensé pour représenter un unique archipel avec l'île de Pag (située au sud-est de Rab) et les îlots entourant Pag,.
| Données sur les îles habitées du littoral croate, au 31 mars 2001            | Données sur les îles habitées du littoral croate, au 31 mars 2001 | Données sur les îles habitées du littoral croate, au 31 mars 2001 | Données sur les îles habitées du littoral croate, au 31 mars 2001 | Données sur les îles habitées du littoral croate, au 31 mars 2001 |
| Île                                                                          | Population                                                        | Superficie                                                        | Point culminant                                                   | Coordonnées                                                       |
| ---------------------------------------------------------------------------- | ----------------------------------------------------------------- | ----------------------------------------------------------------- | ----------------------------------------------------------------- | ----------------------------------------------------------------- |
| Krk                                                                          | 17 860                                                            | 405,78 km2 (100 270,42150218 acre)                                | 568 m (1 863,5170632 pi)                                          | 45° 04′ N, 14° 36′ E                                              |
| Rab                                                                          | 9 480                                                             | 90,84 km2 (22 447,05281004 acre)                                  | 410 m (1 345,144359 pi)                                           | 44° 46′ N, 14° 46′ E                                              |
| Lošinj                                                                       | 7 771                                                             | 74,68 km2 (18 453,82985308 acre)                                  | 589 m (1 932,4147011 pi)                                          | 44° 35′ N, 14° 24′ E                                              |
| Cres                                                                         | 3 184                                                             | 405,78 km2 (100 270,42150218 acre)                                | 639 m (2 096,4566961 pi)                                          | 44° 57′ N, 14° 24′ E                                              |
| Susak                                                                        | 188                                                               | 3,8 km2 (939,0004478 acre)                                        | 98 m (321,5223102 pi)                                             | 44° 31′ N, 14° 18′ E                                              |
| Ilovik                                                                       | 104                                                               | 5,2 km2 (1 284,9479812 acre)                                      | 92 m (301,8372708 pi)                                             | 44° 28′ N, 14° 33′ E                                              |
| Unije                                                                        | 90                                                                | 16,92 km2 (4 181,02304652 acre)                                   | 132 m (433,0708668 pi)                                            | 44° 38′ N, 14° 15′ E                                              |
| Vele Srakane                                                                 | 8                                                                 | 1,15 km2 (284,17118815 acre)                                      | 59 m (193,5695541 pi)                                             | 44° 35′ N, 14° 19′ E                                              |
| Male Srakane                                                                 | 2                                                                 | 0,61 km2 (150,73428241 acre)                                      | 40 m (131,233596 pi)                                              | 44° 34′ N, 14° 20′ E                                              |
| Note: Toutes les îles sont situées dans le comitat de Primorje-Gorski Kotar. |                                                                   |                                                                   |                                                                   |                                                                   |

### Hydrologie et climat
La disponibilité des eaux varie suvant les régions. La zone située entre Rijeka et Vinodolska contient de nombreuses sources d'eau douce, qui sont majoritairement exploitées pour des systèmes d'approvisonnement d'eau. L'eau contribue grandement à la géomorphologie de la région, particulièrement dans la baie de Bakar, une ria située entre Rijeka et Kraljevica. Sur les pentes maritimes de Velebit, entre Senj et Karlobag, les cours d'eau extérieurs sont rares. Ils forment des pertes flottant vers la mer, bien que les sources printanières de faible production s'évaporent durant l'été. Le plus important cours d'eau de la région est la rivière Rječina et mesure 17,5 kilomètres, coulant vers la mer Adriatique dans la ville de Rijeka,. Les îles de Cres, Krk et de Lošinj possèdent une importante surface d'eau, qui est utilisée comme source d'eau primaire sur ces dernières. La plus grande d'entre elles est le lac Vrana sur l'île de Cres, qui contient 220 millions de mètres3 d'eau. La surface de l'eau douce du lac est de 16 mètres en-dessous du niveau de la mer, et sa profondeur maximale est de 74 mètres. La baie de Kvarner est une zone d'importance pour la préservation de la biodiversité.
Les îles de la baie de Kvarner et les zones proches de la côte continentale bénéficient d'un climat subtropical humide (Cfa), bien que la partie méridionale de l'île de Lošinj possède un climat méditerranéen (Csa). Les régions plus éloignées de la côte possèdent un climat modérément chaud et océanique tempéré (Cfb), similaire au climat continental de la majorité des zones de l'arrière-pays croate. La température moyenne varie suivant les régions. Sur la côte continentale, elle varie de 5,2 °C en janvier à 23 °C en juillet. Elle est plus élevée sur les îles de la baie de Kvarner, variant de 7,3 °C en janvier à 23,8 °C en juillet. Elle est plus froide dans les régions à haute altitude qui se situent dans les parties septentrionale et orientale des zones périphériques, allant de − 1,2 °C en janvier jusqu'à 16,8 °C en juillet. La plus faible température enregistrée est de − 16,6 °C à Senj, le 10 février 1956[réf. nécessaire]. Les îles de Lošinj, Cres, Krk et Rab reçoivent les plus forts rayons de soleil de l'année, avec 217 jours d'ensoleillement par an en moyenne. La température de l'eau atteint 26 °C en été, descend à 16 °C au printemps et en automne et atteint son plus bas en hiver à 10 °C. Les vents hivernaux dominants sont la bora et le sirocco. La bora est grandement conditionnée par les trous de vent des Alpes dinariques qui apportent de la fraîcheur et de l'air froid. Le sirocco apporte de l'air chaud et humide, qui transporte du sable provenant du Sahara qui cause des poussières de pluie.

### Définition secondaire
Aujourd'hui, le terme littoral croate s'applique aussi pour désigner l'intégralité de la côte adriatique de la Croatie, qui est ensuite divisée entre le littoral croate méridionale (Južno hrvatsko primorje) qui comprend la Dalmatie, et le littoral croate septentrionale (Sjeverno hrvatsko primorje) qui comprend l'Istrie et le littoral croate au sens strict.

## Histoire

### Moyen-Âge
Dans le haut Moyen-Âge, après le déclin de l'Empire romain, la côte adriatique de la région fut contrôlée par les Ostrogoths, les Lombards et l'Empire byzantin,. L'Empire carolingien qui se renforça dans la dernière partie de la période puis le royaume d'Italie, prirent le contrôle de la côte occidentale de la mer Adriatique s'étendant jusqu'à la baie de Kvarner, alors que la domination byzantine sur la côte opposée diminua graduellement suivant les invasions avares et croates, à partir du VIIe siècle,. La région fut progressivement incorporée dans le royaume médiéval de Croatie à partir du XIe siècle, lorsque ce dernier atteignit son apogée territorial, et la ville de Senj devint le plus important centre de la région. Des objets d'importance du patrimoine historique croate sont originaires de cette période de la région. Le plus notable d'entre eux est la stèle de Baška, une des plus vieilles inscriptions en langue croate ayant survécu.
La région continua à être contestée durant le Moyen-Âge central lorsque la république de Venise commença à étendre son influence et son territoire, repoussant progressivement la Croatie qui était engagée dans une union personnelle avec la Hongrie depuis 1102,. En 1420, la République contrôla l'Istrie et la Dalmatie, ainsi que l'intégralité des îles de la baie de Kvarner à l'exception de Krk. Cette dernière devint une partie de son domaine en 1481, mais Venise ne contrôla jamais la région continentale, qui aurait relié les possessions vénitiennes à l'Adriatique orientale.

### Ère des Habsbourg

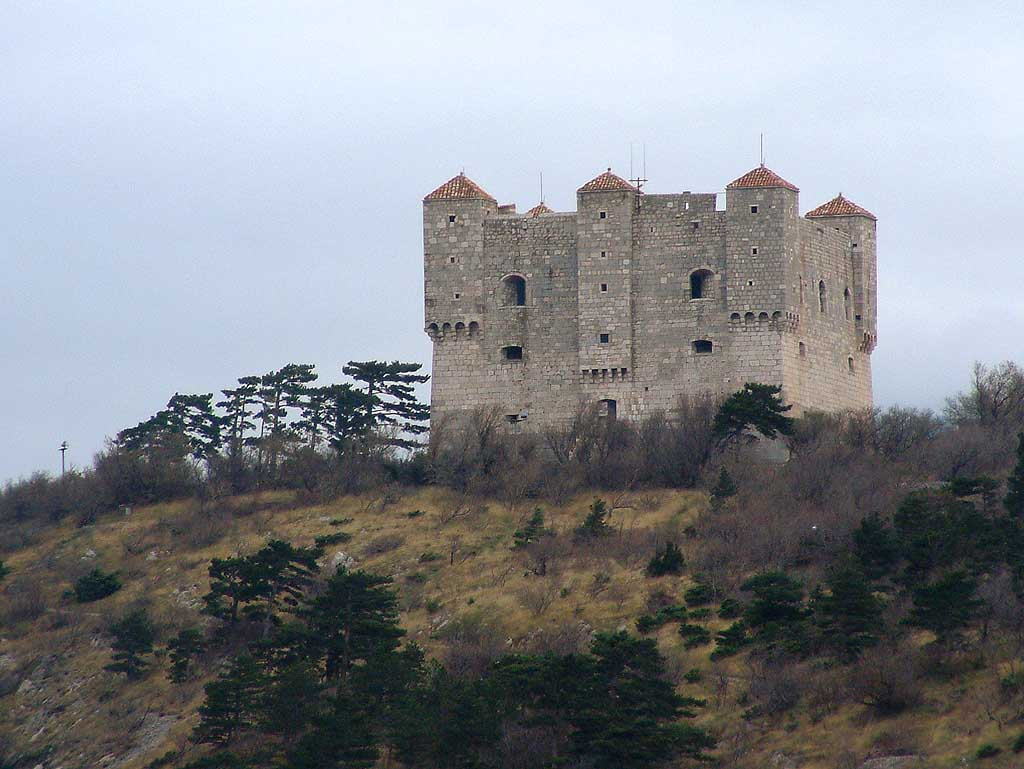
La forteresse de Nehaj, près de Senj.

Les conquêtes ottomanes menèrent aux batailles de Corbavie (1493) et de Mohács (1526), cette dernière causant une guerre de succession en Hongrie. Lors de l'élection de 1527 à Cetin, Ferdinand Ier fut choisi comme nouveau régent de Croatie à la condition qu'il apporte de l'aide à la Croatie contre l'Empire ottoman, qui s'étendit jusque vers la Lika dans l'arrière-pays immédiat de la région depuis 1522,. La région fut fortement fortifiée en raison du point de contentieux qu'elle constituait entre les Habsbourg, les Ottomans et les Vénitiens. Après que les Ottomans aient capturé leur base originelle de Klis, les Uscoques installèrent un nouveau quartier général dans la forteresse de Nehaj. Ils lancèrent également des raids contre les communautés chrétiennes sous contrôle ottoman et le commerce et les sujets vénitiens. Le conflit grandissant entre les Uscoques et les Vénitiens culmina lors de la guerre uscoque entre 1615 et 1617, qui résulta au départ des Uscoques auxquels les dernières années à Senj furent marquées par la piraterie et le pillage. Entre 1684 et 1689, les Ottomans durent se retirer de la Lika et de l'entièreté de l'arrière-pays de la région.
En 1797, la République de Venise fut abolie après la conquête française. Le territoire vénitien fut ensuite transféré à l'archiduché d'Autriche. Le territoire retourna à la France après la paix de Pressburg en 1805. Cependant, les anciennes possessions vénitiennes situées sur la côte orientale de l'Adriatique, incluant le littoral croate moderne, furent séparées en diverses provinces de l'Empire français : les provinces illyriennes, créées en 1809 par le traité de Schönbrunn,. Quelques jours avant la bataille de Waterloo, le congrès de Vienne confia les provinces illyriennes (situées du golfe de Trieste jusqu'aux bouches de Kotor) à l'Empire d'Autriche.
En 1816 le royaume d'Illyrie, un domaine royal autrichien, fut séparé des anciennes possessions françaises. Le territoire inclut initialement la Carinthie, la Carniole, la Gorizia et Gradisca, Trieste, l'Istrie, Rijeka et la Croatie centrale au sud de la rivière Sava, qui correspondent au littoral croate et à la Croatie montagneuse actuels à l'exception de l'île de Rab. Cette île et le reste des anciennes provinces illyriennes furent constituées en tant que domaines royaux distincts en 1817, le royaume de Dalmatie. Rijeka et la Croatie centrale furent réintégrées au royaume de Croatie et formèrent le Pays de la Couronne de saint Étienne en 1822, reflétant une série de lettres patentes du XVIIIe siècle transférant Rijeka à la Croatie centrale et au royaume de Hongrie, développant ainsi l'usage du terme « littoral hongrois »,,.
Le royaume d'Illyrie fut aboli en 1849 et remplacé par les domaines royaux de la Carinthie, de la Carniole et du littoral autrichien, avec le dernier incluant le groupe d'îles Krk – Cres – Lošinj. Le compromis croato-hongrois de 1868 instaura un corpus separatum, incluant la ville de Rijeka comme territoire contrôlé par la Hongrie. En 1881 les confins militaires, incluant les contreforts de Senj et de Velebit, furent intégrés au royaume de Croatie-Slavonie,.

### XXesiècle

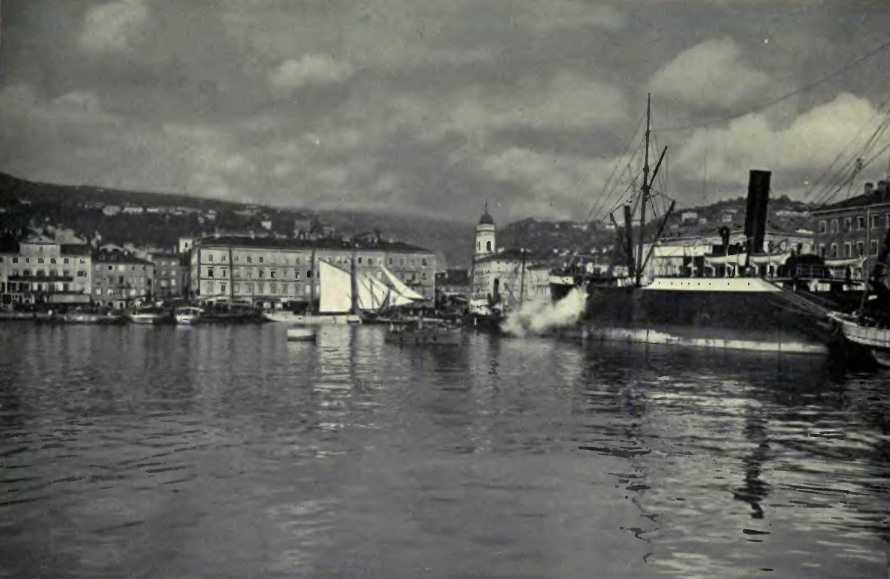
Le port de Rijeka, en 1923.

Suivant la Première Guerre mondiale, la dissolution de l'Autriche-Hongrie et le traité de Trianon, la Hongrie perdit ses possessions dans la région,. En 1918 exista durant une courte période un État des Slovènes, Croates et Serbes, sur des terres de l'Autriche-Hongrie, comprenant la majorité de l'ancienne côte adriatique monarchiste et l'intégralité du littoral croate moderne. Plus tard cette année, le royaume de Serbie et l'État des Slovènes, Croates et Serbes fusionnèrent pour former le royaume des Serbes, Croates et Slovènes. Les propositions d'union émises au Parlement croate percurent la décision comme un acte de défense envers l'expansionnisme italien, qui fut garanti lors du pacte de Londres de 1915. Ce dernier fut vivement dénoncé par le Royaume-Uni et la France en raison des promesses conflictuelles faites à la Serbie, et d'un manque perçu de participation italienne à l'effort de guerre en dehors d'Italie même.
Le traité de Saint-Germain-en-Laye de 1919 transféra le littoral autrichien à l'Italie, mais attribua la Dalmatie à la Yougoslavie. Suivant la guerre, une milice privée de soldats italiens démobilisés captura Rijeka et installa la régence italienne du Carnaro, pour imposer la reconnaissance des revendications italiennes sur la ville. Après seize mois d'existence, le traité de Rapallo de 1920 retraça la frontière italo-yougoslave, transférant Zadar et les îles de Cres, Lastovo et Palagruža à l'Italie, sécurisant l'île de Krk à la Yougoslavie et instaurant l'État libre de Fiume. Le traité de Rome de 1924 abolit ce dernier et rattacha Rijeka à l'Italie et Susak à la Yougoslavie.
En avril 1941, la Yougoslavie fut occupée par les forces de l'Axe, l'Italie occupant puis annexant le littoral croate, bien que l'armistice signé avec les forces alliées et le traité de paix de 1947 annula tous les gains italiens réalisés pendant la guerre, l'intégralité de la région et les territoires adjacents étant attribués à la république socialiste de Croatie en Yougoslavie. Après la chute des régimes communistes d'Europe, la Yougoslavie se disloqua lors de la déclaration d'indépendance de la Slovénie et la Croatie en 1991. La région ne subira aucun combat pendant la guerre de Croatie, bien qu'elle souffrira d'un déclin économique.